# 獸醫學系
獸醫學系是隸屬於農學院或是獸醫學院下的一個科系，以培養動物方面的醫療人才和基礎獸醫研究人員為目標。由獸醫學系畢業的學生通過國家考試或認證取得獸醫資格後，往臨床醫學方面，可到動物醫院工作，或到獸醫行政部門及動物防疫、檢疫機構等公家相關單位擔任公職。也可以朝向基礎醫學的研究領域發展。
獸醫學系必修的病理學、疾病學、藥理學、流行病學等，主要以動物為主，也要修習獸醫法規與倫理這類科目。

## 中國大陸獸醫學校
由於中國大陸獸醫學校眾多，以下僅列出較為知名的學校：
- 中國農業大學
- 西北農林科技大學
- 華南農業大學
- 東北農業大學
- 南京農業大學
- 吉林大學
- 揚州大學
- 甘肅農業大學
- 華中農業大學
- 內蒙古農業大學

## 越南獸醫學校
- 越南國立農業大學
- 胡志明市農林大學

## 美國獸醫學校
- 美國獸醫委員會認可的獸醫學校 （页面存档备份，存于）

## 加勒比海獸醫學校
- 羅素大學獸醫學院
- 聖馬太大學
- 西印度群島大學
- 聖佐治大學
- 聖尼古拉斯大學

## 法國獸醫學校

### 私立
- 拉薩爾理工學院

### 國立
- 國立食品、獸醫、農學與環境高等教育研究院
- 阿爾福國立獸醫學院
- 圖盧茲國立獸醫學院
- 南特-大西洋國立獸醫、食品科學及工程學院

## 德國獸醫學校
- 慕尼黑大學
- 吉森大學
- 漢諾威獸醫大學
- 萊比錫大學
- 柏林自由大學

## 奧地利獸醫學校
- 維也納獸醫大學

## 瑞士獸醫學校
- 伯爾尼大學
- 蘇黎世大學

## 馬來西亞獸醫學校
現時
- 馬來西亞博特拉大學獸醫學院 （页面存档备份，存于）
- 馬來西亞吉蘭丹大學獸醫學院 （页面存档备份，存于）

筹备中
- 泰萊大學獸醫學院

## 印尼獸醫學校
- 西亞加拉大學
- 班哥農業大學
- 加查馬達大學
- 艾爾朗加大學
- 布勞爪哇大學
- 維賈亞庫蘇馬大學
- 西努沙登加拉大學
- 巴查查蘭大學
- 烏達雅納大學
- 哈山丁大學
- 努沙檀香大學

## 加拿大獸醫學校
現時
- 貴湖大學
- 卡爾加里大學
- 蒙特利爾大學
- 愛德華王子島大學
- 薩斯喀徹溫大學

計劃中
- 貴湖大學和湖首大學合作的獸醫課程（預計2027年開課）

## 新西蘭獸醫學校
- 梅西大學獸醫科學學院

## 荷蘭獸醫學校
- 烏得勒支大學獸醫學院 （页面存档备份，存于）

## 比利時獸醫學校
- 列日大學
- 根特大學
- 魯汶天主教大學 (法語)
- 布魯塞爾自由大學 (法語)
- 安特衛普大學

## 挪威獸醫學校
- 挪威生命科學大學

## 丹麥獸醫學校
- 哥本哈根大學

## 瑞典獸醫學校
- 瑞典農業科學大學

## 芬蘭獸醫學校
- 赫爾辛基大學

## 匈牙利獸醫學校
- 布達佩斯獸醫大學

## 捷克共和國獸醫學校
- 布爾諾獸醫大學

## 斯洛伐克獸醫學校
- 科希策獸醫藥大學

## 羅馬尼亞獸醫學校
- 克盧日-納波卡農業科學與獸醫大學
- 雅西農業科學與獸醫大學
- 米哈伊一世生命科學大學
- 布加勒斯特農業科學與獸醫大學

## 克羅地亞獸醫學校
- 薩格勒布大學

## 澳洲獸醫學校
- 昆士蘭大學
- 梅鐸大學
- 詹姆士庫克大學
- 悉尼大學
- 查爾斯史都華大學
- 阿德萊德大學
- 墨爾本大學
- 南十字星大學（籌備中，預計2026年開課）

## 南非獸醫學校
現時
- 比勒陀尼亞大學獸醫科學學院 （页面存档备份，存于）

計畫中
- 福特海爾大學[1]

## 辛巴威獸醫學校
- 辛巴威大學

## 香港獸醫學校
以下課程已經在2023年9月底得到獸醫管理局認證，有關課程的畢業生可在港註冊為獸醫：
- 香港城市大學賽馬會動物醫學及生命科學院所頒授的獸醫學士學位

## 台灣獸醫學校
現時
- 國立臺灣大學-獸醫專業學院獸醫學系 （页面存档备份，存于）
- 國立中興大學-獸醫學院獸醫學系 （页面存档备份，存于）
- 國立嘉義大學-獸醫學院獸醫學系 （页面存档备份，存于）
- 國立屏東科技大學-獸醫學院獸醫學系 （页面存档备份，存于）
- 亞洲大學-醫學暨健康學院學士後獸醫學系 （页面存档备份，存于）

籌備中
- 國立宜蘭大學學士後獸醫學系[2]

## 英國獸醫學校
以下獸醫學校已經取得皇家獸醫外科學院的認證：
- 布里斯托大學
- 劍橋大學
- 愛丁堡大學
- 格拉斯哥大學
- 利物浦大學
- 皇家獸醫學院（倫敦大學成員）
- 諾丁漢大學
- 薩里大學

以下獸醫學校有待取得皇家獸醫外科學院的認證：
- 中央蘭開夏大學
- 哈珀與基爾獸醫學校（哈珀亞當斯大學與基爾大學合辦）
- 亞伯大學（與皇家獸醫學院合作）
- 蘇格蘭鄉郊學院

## 愛爾蘭共和國獸醫學校
現時的獸醫學校
- 都柏林大學學院獸醫學院 （页面存档备份，存于）

預計2026年起開設的獸醫學校
- 大西洋理工大學
- 東南理工大學

## 以色列獸醫學校
- 耶路撒冷希伯來大學

## 約旦獸醫學校
- 約旦科技大學獸醫學士課程 （页面存档备份，存于）

## 阿聯酋獸醫學校
- 阿聯酋大學獸醫學士課程 （页面存档备份，存于）

## 泰國獸醫學校
- 清邁大學
- 朱拉隆功大學
- 泰國農業大學
- 孔敬大學
- 瑪哈納宏科技大學
- 瑪哈沙拉堪大學
- 瑪希隆大學
- 宋卡王子大學
- 三佛齊拉加曼加拉科技大學
- 塔曼柯拉加曼加拉科技大學
- 泰國西部大學
- 瓦萊嵐大學

## 日本獸醫學校

### 国立大学
- 北海道大学：獸医学部 共同獸医学科
- 帶廣畜產大學：畜產学部 共同獸医学課程
- 岩手大学：獸醫學部 共同獸醫學科
- 東京大学：農学部 獸医学課程
- 東京農工大学：農学部 共同獸医学科
- 岐阜大学：應用生物科学部 共同獸医学科
- 鳥取大学：農学部 共同獸医学科
- 山口大学：共同獸医学部 獸医学科
- 宮崎大学：農学部 獸医学科
- 鹿兒島大学：共同獸医学部 獸医学科

### 公立大学
- 大阪公立大学：獸医学部 獸医学科

### 私立大学
- 酪農学園大学：獸医学群 獸医学類
- 日本大学：生物資源科学部 獸医学科
- 北里大学：獸医学部 獸医学科
- 麻布大学：獸医学部 獸医学科
- 日本獸医生命科学大学：獸医学部 獸医学科
- 岡山理科大学：獸医学部 獸医学科

## 韓國獸醫學校

### 私立大學
- 建國大學

### 國立大學
- 首爾國立大學
- 江原國立大學
- 慶尚國立大學
- 慶北國立大學
- 忠南國立大學
- 忠北國立大學
- 全北國立大學
- 全南國立大學
- 濟州國立大學

## 西班牙獸醫學校

### 私立大學
- 阿方索十世大學
- CEU埃雷拉主教大學[3]
- 圣安东尼奥天主教大学

### 公立大學
- 巴塞隆納自治大學[4]
- 馬德里康普頓斯大學[5]
- 哥多華大學[6]
- 埃斯特雷馬杜拉大學[7]
- 拉斯柏爾馬斯及大加那利大學[8]
- 萊昂大學[9]
- 聖地亞哥-德拉波斯特拉大學[10]
- 莫夕亞大學[11]
- 沙拉哥薩大學[12]

## 塞浦路斯獸醫學校
- 尼科西亞大學
- 塞浦路斯歐洲大學

## 葡萄牙獸醫學校

### 私立大學
- 盧索佛納大學[13]
- 瓦斯科·達伽馬大學[14][13]

### 公立大學
- 里斯本大學[13]
- 埃武拉大學[13]
- 波爾圖大學[13]
- 山後-上杜羅大學[13]

## 巴基斯坦獸醫學校
- 巴基斯坦獸醫委員會認可的本國獸醫學校 （页面存档备份，存于）

## 孟加拉獸醫學校
- 孟加拉農業大學
- 錫爾赫特農業大學
- 謝赫·穆吉布·拉赫曼農業大學
- 吉大港獸醫及動物科學大學
- 赫謝·穆罕默德·達斯科技大學
- 博杜阿卡利科技大學
- 切尼達政府獸醫學院
- 拉杰沙希大學
- 雪爾孟加農業大學
- 剛盧大學
- 庫爾納農業大學
- 錫拉杰甘杰政府獸醫學院
- 謝赫·穆吉布·拉赫曼科技大學

## 斯里蘭卡獸醫學校
- 佩拉德尼亞大學

## 尼泊爾獸醫學校
- 農業與林業大學
- 喜馬拉雅農業科技學院
- 農業與動物科學學院
- 尼泊爾理工學院